# Gustave Van Sieleghem
Gustave Van Sieleghem (Eernegem, 26 oktober 1825 – aldaar, 12 juli 1893) was een Belgische liberale politicus en burgemeester van Eernegem.

## Biografie
Gustave Van Sieleghem was de zoon van de liberale notaris Joseph Carolus Van Sieleghem. Hijzelf was brouwer in de familiebrouwerij aan de Moerdijk. Zijn oudere broer Joseph was burgemeester van Eernegem vanaf 1848, maar overleed al op 33-jarige leeftijd in 1852. Na diens overlijden nam Gustave de leiding over de brouwerij over.
De periode tot de volgende gemeentelijke verkiezingen werd overbrugd door eerste schepen Ferdinand Vermeersch, die dan de gemeenteraad voorzat. Eind 1854 werd dan Gustave Van Sieleghem burgemeester. Tijdens zijn bestuursperiode kreeg Eernegem onder meer de eerste straatverlichting met olielampen en een gemeenteschool. Ook een postkantoor en een spoorwegstation openden. Van Sieleghem bleef 18 jaar burgemeester, tot hij in 1872 bij de verkiezingen werd verslagen en opgevolgd door zijn katholieke eerste schepen Charles Daras.
Van Sieleghem was ook buiten zijn gemeente politiek actief. Zo werd hij in 1868 provincieraadslid voor de liberalen, in opvolging van zijn broer François die geen politiek mandaat meer mocht uitoefenen toen hij in Diksmuide vrederechter werd. Gustave Van Sieleghem bleef tot 1885 in de provincieraad. In 1872 was hij ook verkiesbaar voor de senaat.